# 傅谨
傅谨（1956年—），男，浙江衢州人，中国戏曲学院教授，山東師範大學新聞與傳媒學院院長、厦门大学文学院讲座教授，南京大学文学院兼职教授、博士生导师，文学博士，中国文艺评论家协会副主席，国务院学位委员会学科评议组（戏剧与影视学）成员；中国戏曲学院学术委员会主任、戏曲研究所所长、《戏曲艺术》杂志主编。
2023年9月，山東師範大學女教師指控該校的新聞與傳媒學院院長傅谨企圖性侵自己。山東師範大學表示成立工作組調查指控。

## 著作
- 博士论文(专著)《宗教艺术比较研究论纲》，18万字，台湾文津出版社1994年4月出版；
- 专著《戏曲美学》，25万字，台湾文津出版社1995年7月出版；
- 专著《仕隐之思》，13万字，陕西人民出版社1996年5月出版；
- 专著《中国寺观》，14万字，合著，浙江人民出版社1996年11月出版。
- 专著《感性美学── 一种人性的美学观》，33万字，东北师大出版社1997年5月出版。
- 专著《审美文化论》，23万字，合著，省八五重点课题“经济发展与审美文化建设”成果，天津人民出版社1998年10月出版。浙江省社会科学优秀成果奖二等奖，2001
- 随笔集《醉卧花丛》，12万字，广西人民出版社1999年9月出版。
- 专著《中国戏剧艺术论》，27万字，山西人民出版社，2000年8月出版。丛书获第十三届中国图书奖，2002
- 专著《草根的力量——台州戏班的田野调查与研究》，28万字，广西人民出版社2001年3月出版。文化部第二届文化艺术优秀科研成果奖二等奖，2006
- 专著《新中国戏剧史》，48万字，湖南美术出版社2002年11月出版。丛书获第六届国家图书奖提名奖，2003
- 合著《十博士直击中国文坛》，中国工人出版社2004年8月出版。
- 论文集《二十世纪中国戏剧导论》，中国社会科学出版社2004年12月出版。北京市哲学社会科学优秀成果奖二等奖，2007
- 论文集《二十世纪中国戏剧的现代性与本土化》，（台北）国家出版社2005年4月出版。
- 文集《老戏的前世今生》，人民文学出版社2007年8月出版。
- 论文集《京剧学前沿》，文化艺术出版社2007年11月出版；
- 论文集《薪火相传——非物质文化遗产保护的理论与实践》，中国社会科学出版社2008年6月出版。北京市哲学社会科学优秀成果奖二等奖，2010；教育部第六届高等学校科学研究优秀成果奖三等奖，2013
- 专著《温岭戏班》，广西人民出版社2008年11月出版；
- 专著《戏班》，北京大学出版社，2010年1月出版；
- 专著《中国戏剧》中英文版，五洲传播出版社，2010年1月出版；阿拉伯文、法文、西班牙文版，2011年1月出版；
- 专著《艺术美学讲演录》，山西教育出版社，2010年3月出版；
- 《张火丁和她的戏》，山西教育出版社，2012年5月出版；
- 论文集《戏曲史论新得》，国家出版社，2014年1月出版；
- 文集《戏在书外：戏剧文化随笔》，北京大学出版社，2014年6月出版；
- 《中国戏剧史》，北京大学出版社，2014年9月出版；
- 《20世纪中国戏剧史》（上、下册），中国社会科学出版社，北京大学出版社，2017年4月出版；
- 《当代中国戏剧批评史》，中国社会科学出版社，2019年10月出版；

## 主编
- 《京剧历史文献汇编》(清代卷)，凤凰出版社，2011年3月出版；2011年度全国优秀古籍图书奖一等奖，2012
- 《北京文艺60年：1949-2009·戏剧卷》，中国文联出版社，2010年12月出版；
- 《京剧历史文献汇编》(清代卷)，凤凰出版社，2011年3月出版；2011年度全国优秀古籍图书奖一等奖，2012
- 《京剧学初探》，文化艺术出版社，2011年5月出版；
- 《传承创造生命——李玉茹与20世纪下半叶京剧创作演出学术研讨会论文集》，文化艺术出版社，2012年12月出版；
- 《艺术学经典文献导读书系·戏曲卷》，编著，北京师范大学出版社，2013年4月出版；
- 《京剧历史文献汇编(清代卷)》续编，凤凰出版社，2013年12月出版；
- 《梅兰芳全集》（共八卷），中国戏剧出版社，北京出版社，2016年8月出版；